# Göteborgs polismästare
Polismästare i Göteborg var myndighetschef för Polisen i Göteborg, som sorterade under Göteborgs magistrat. Innehavaren av polismästareposten var den högste polisiäre chefen i Göteborg. Vid polisens förstatligande 1965 utsågs polismästaren istället av Rikspolischefen.

## Ämbetets historia
Den högste befälhavaren för poliskåren i Göteborg var ursprungligen politieborgmästaren samt den under honom kommenderande polisfiskalen; detta ändrades genom ett kungligt brev av den 12 oktober 1849 då ämbetet polismästare infördes. Härigenom skildes politieborgmästaren från polisens dagliga skötsel. Polismästaren blev nu ensam ansvarig för Göteborgspolisen.
Den förste polismästaren i Göteborg blev Lars Norin som tillträdde sin tjänst den 25 maj 1850.
Befattningen ändrades i och med 1984 års polislag. Därefter kallas den ansvarige polisen för Chef polisområde Storgöteborg, men denne bär fortsatt graden polismästare, varför befattningen fortsatt kan anses finnas kvar.

### Lista över polismästare från 1849-1984
Följande personer har tjänstgjort som polismästare i Göteborg från befattningens införande 1849:
- Lars Norin: 1850–1857
- Jacob Wilhelm Löfmarck: 1858-1882[2]
- Anders Oscar Elliot: 1882–1902
- Martin Kjellin: 1903-1931[3][4]
- Ernst Fontell: 1932-1955
- Hugo Höfde: 1955-1970[5]
- Bengt Erlandsson: 1971-1984